# Scoliacma acosma
Scoliacma acosma är en fjärilsart som beskrevs av Turner 1899. Scoliacma acosma ingår i släktet Scoliacma och familjen björnspinnare. Inga underarter finns listade.